# Eupsophus nahuelbutensis
Az Eupsophus nahuelbutensis a kétéltűek (Amphibia) osztályának békák (Anura) rendjébe és az Alsodidae családba, azon belül az Eupsophus nembe tartozó faj.

## Előfordulása
Az Eupsophus nahuelbutensis Chile endemikus faja.  Chile Arauco tartományában, a Nahuelbuta-hegységben 100–850 m tengerszint feletti magasságban Ramadillastól délre a Nahuelbuta Nemzeti Parkig honos.

## Természetvédelmi helyzete
A vörös lista a veszélyeztetett fajok között tartja nyilván. Populációja erősen fragmentált. A faj számára a mezőgazdaság, a fakitermelés jelentenek veszélyt. Elterjedési területe több védett körzetre is esik. 